# Camptomyia multiarticulata
Camptomyia multiarticulata är en tvåvingeart som först beskrevs av Ephraim Porter Felt 1908.  Camptomyia multiarticulata ingår i släktet Camptomyia och familjen gallmyggor.
Artens utbredningsområde är New York. Inga underarter finns listade i Catalogue of Life.